# 薩布羅湖
57°9′N 32°52′E / 57.150°N 32.867°E
薩布羅湖（俄语：Сабро），是俄羅斯的湖泊，位於該國西北部特維爾州，由奧斯塔什科夫區負責管轄，長5.8公里、寬3.3公里，面積12.1平方公里，海拔高度227米，湖岸線長度19.6公里，集水區面積57.7平方公里，最大水深5米。